# Krásné (Vysočina)
Krásné (in tedesco Krasna) è un comune ceco situato nel distretto di Žďár nad Sázavou, nella regione di Vysočina.